# Jehuda Weinstein
Jehuda Weinstein (hebrejsky: יהודה וינשטיין; narozen v roce 1944) je izraelský právník a bývalý generální prokurátor. V této funkci nahradil 1. února 2010 dosavadního generálního prokurátora Menachema Mazuze. Ve funkci ho v roce 2016 nahradil Avichaj Mandelblit.

## Biografie
Narodil se v Tel Avivu rodičům, kteří do mandátní Palestiny přišli ve 30. letech během aliji z Polska. Vyrůstal v telavivské čtvrti Florentin a jako mladý se aktivně věnoval sportu a vyhrál v národní juniorské mistrovství v boxu. Během služby v Izraelských obranných silách sloužil u výsadkářské brigády. Poté studoval právo na Telavivské a Bar-Ilanově univerzitě, kde získal bakalářský, respektive magisterský titul.
Následně pracoval v úřadu státního zástupce jako žalobce pro úřad státního zástupce centrálního distriktu a poté, před odchodem v roce 1979, jako vyšší pracovník v úřadu státního zástupce. Po odchodu ze státní prokuratury si založil vlastní advokátní firmu, specializující se zejména na trestní právo a trestné činy úředníků a státních představitelů. Mezi jeho klienty patřili mimo jiné Ezer Weizman, Arje Deri, Ehud Olmert, Benjamin Netanjahu, Jossi Beilin či Avigdor Ben Gal.
Weinstein byl několikrát izraelskými médii zmíněn jako jeden z hlavních kandidátů na post generálního prokurátora v roce 2004 i 2009 a jako hlavní kandidát na post generálního prokurátora v roce 2007. Dne 6. prosince 2009 jej pak izraelská vláda schválila jako příštího generálního prokurátora, který toho dosavadního nahradí 1. února 2010.
Žije v herzlijské čtvrti Herzlija Pituach, je ženatý a se svou manželku Avivou má tři děti.